# Złota Trójka 1982–2006
Złota Trójka 1982–2006 – kolejna z serii wydanych składanek z utworami z Listy Przebojów Programu Trzeciego. Kompilacja zawiera 5. płyt. Każda z nich odpowiada określonemu odcinkowi historii Listy. Całość była dodatkiem do kolekcji 25 lat Listy Przebojów Trójki 1982–2006.

## Lista płyt

### 1982-1986
1. Queen – „Radio Ga Ga”
2. Maanam – „To tylko tango”
3. Chris Rea – „On the Beach”
4. Lady Pank – „Kryzysowa narzeczona”
5. Eurythmics – „Here Comes the Rain Again”
6. Republika – „Śmierć w bikini”
7. Daryl Hall & John Oates – „Maneater”
8. Lombard – „Adriatyk, ocean gorący”
9. Martyna Jakubowicz – „W domach z betonu nie ma wolnej miłości”
10. Roxy Music – „Avalon”
11. Budka Suflera – „Jolka, Jolka pamiętasz”
12. Dionne Warwick – „Heartbreaker”
13. Mr. Z’oob – „Mój jest ten kawałek podłogi”
14. Deep Purple – „Perfect Strangers”
15. Perfect – „Idź precz”

### 1987-1991
1. Queen – „The Show Must Go On”
2. Tina Turner – „Break Every Rule”
3. Obywatel G.C. – „Tak... tak... to ja”
4. Beverley Craven – „Promise Me”
5. Robert Palmer – „Mercy Mercy Me / I Want You (Medley)”
6. Sztywny Pal Azji – „Spotkanie z...”
7. Richard Marx – „Right Here Waiting”
8. Roxette – „It Must Have Been Love”
9. Tilt – „Jeszcze będzie przepięknie”
10. Belinda Carlisle – „La Luna”
11. Lady Pank – „Tacy sami”
12. Suzanne Vega & DNA - „Tom’s Diner”
13. Róże Europy – „Stańcie przed lustrami”
14. Enigma – „Sadeness (part 1)”

### 1992-1996
1. Freddie Mercury – „Living on My Own”
2. Edyta Górniak – „To nie ja”
3. George Michael – „Jesus to a Child”
4. Varius Manx – „Piosenka księżycowa”
5. Mike & The Mechanics – „Over My Shoulder”
6. Hey – „Teksański”
7. Paul McCartney – „Hope of Deliverance”
8. Grzegorz z Ciechowa – „Piejo kury piejo”
9. Annie Lennox – „Why”
10. Robert Gawliński – „O sobie samym”
11. Richard Marx – „Hazard”
12. T.Love – „Bóg”
13. Jon Secada – „Just Another Day”
14. Atrakcyjny Kazimierz – „Jako mąż i nie mąż”

### 1997-2001
1. Robbie Williams – „Supreme”
2. Kayah & Goran Bregović – „Prawy do lewego”
3. Carlos Santana & Mana – „Corazon Espinado”
4. Budka Suflera – „Takie tango”
5. Natalie Imbruglia – „Torn”
6. Myslovitz – „Dla Ciebie”
7. Coldplay – „Yellow”
8. Republika – „Raz na milion lat”
9. Eurythmics – „I Saved the World Today”
10. Yugoton & Kasia Nosowska & Paweł Kukiz – „Rzadko Cię widuję z dziewczętami”
11. Joe Cocker – „Tonight”
12. Justyna Steczkowska – „Za dużo wiesz”
13. George Michael – „Older”
14. Anita Lipnicka – „Mosty”

### 2002-2006
1. Freddie Mercury – „Love Kills” (Star Rider remix)
2. Wilki – „Baśka”
3. Coldplay – „Fix You”
4. Blur – „Out of Time”
5. Ania Dąbrowska – „Tego chciałam”
6. Robbie Williams – „Feel”
7. Asian Dub Foundation & Sinéad O’Connor – „1000 Mirrors”
8. T.Love – „Gnijący świat”
9. Air – „Cherry Blossom Girl”
10. Joe Cocker – „Never Tear Us Apart”
11. Goya – „Mój”
12. Stereophonics – „Dakota”
13. Myslovitz – „Chciałbym umrzeć z miłości”
14. Placebo – „English Summer Rain”